# AN/SPS-43
AN/SPS-43は、アメリカ合衆国のウェスティングハウス社が開発した2次元レーダー。アメリカ海軍において、対空捜索用レーダーとして装備化された。
同社が先行して開発したAN/SPS-37（AN/SPS-29のパルス圧縮対応型）をもとに、電子防護能力の強化などの改良を施した発展型であり、実際、当初はAN/SPS-37Aと称されていた。例えばチャンネル数は、SPS-37では10チャンネルであったのに対し、本機では20チャンネルとされている。
アンテナ形状は枠型で、上辺中央にある黒い横長の部品は敵味方識別（IFF）用アンテナである。
ミサイル嚮導駆逐艦（DLGN）用のAN/SPS-43と、航空母艦・ミサイル巡洋艦用のAN/SPS-43Aの2つのサブタイプが開発された。その後、搭載艦の退役やAN/SPS-49への更新によって、順次に運用を終了し、退役した。

## 搭載艦
- エセックス級航空母艦（一部艦に後日装備）
- ミッドウェイ級航空母艦[注釈 1]
- フォレスタル級航空母艦
- キティホーク級航空母艦
- ニミッツ級航空母艦[注釈 2]
- ボストン級ミサイル巡洋艦[注釈 1]
- ガルベストン級ミサイル巡洋艦
- プロビデンス級ミサイル巡洋艦[注釈 1]
- オールバニ級ミサイル巡洋艦